# Красавица морячка
«Красавица морячка» — (фр. La Belle Marinière) — французский фильм 1932 года снятый американским режиссёром Гарри Лачманом на французской киностудии Joinville Studios — дочерней компании Paramount Pictures.
Фильм долгое время считался утерянным, но в 2004 году был обнаружен под другим названием и восстановлен в 2016 году.

## Сюжет
Капитан Пьер, его сестра Мик и его друг, матрос Сильвестр — вот и весь небольшой экипаж баржи «Баклан», не один год ходящей по каналам северо-восточной Франции. Однажды Пьер спасает тонущую девушку Маринетт и вскоре, влюбившись в нее, собирается жениться на ней. Но появление нового человека на борту баржи, которая теперь получила новое имя — «Красавица морячка», разрушает прежние отношения некогда дружной команды.

## В ролях
- Пьер Бланшар — Сильвестр
- Мадлен Рено — Маринетт
- Жан Габен — капитан Пьер
- Розин Дереан — Мики
- Жан Валь — Валентин
- Юбер Дэ — Бракет